# Widerspiegelungstheorie
Die Widerspiegelungstheorie nimmt ein Abbildungsverhältnis zwischen dem menschlichen Bewusstsein und dem vom menschlichen Bewusstsein unabhängigen Sein an. Sie bestreitet, dass es ein autonomes Denken gäbe, und postuliert, dass alles auf die materiellen Bedingungen seiner Entstehung zurückgeführt werden könne. Nach dem von Marx eingeführten Begriffspaar Basis und Überbau bildet der Überbau die Verhältnisse der Basis ab. Das bedeutet einerseits, dass das Denken der Menschen von ihren Lebensverhältnissen bestimmt ist, und andererseits, dass es eine davon unabhängige Objektivität gibt.
Die Widerspiegelungstheorie basiert nach Ansicht ihrer Kritiker auf einem falschen Verständnis der These Marx’: „Das Bewusstsein kann nie etwas andres sein als das bewusste Sein, und das Sein der Menschen ist ihr wirklicher Lebensprozess.“
Jürgen Link stellte 1996 anhand von Diskursen in der Widerspiegelungstheorie dar, dass der Ideologiebegriff des Marxismus selbst als „ideologisch“ diagnostiziert werden kann. Er kommt dabei zu der Feststellung: „Diskurse gelten nicht als wesenhaft passive Medien einer In-Formation durch Realität, sozusagen als Materialitäten zweiten Grades bzw. als ‚weniger materiell‘ als die echte Realität. Diskurse sind vielmehr vollgültige Materialitäten ersten Grades unter den anderen“.
Im Marxismus-Leninismus führte die Widerspiegelungstheorie zu einer Enthistorisierung sozialer Begriffe wie des Begriffs der Arbeit. Dabei setzt die Widerspiegelungstheorie nach Bösch „die Natur als dialektisch, während die Materialität der dialektischen Natur die Adäquatheit der Widerspiegelungstheorie verbürgt“. Bösch sieht darin einen „Zirkelschluss, der die Subjekt-Objekt-Dichotomie nicht aufhebt, sondern verewigt.“